# 알베르트 드 라 샤펠
알베르트 드 라 샤펠(Albert de la Chapelle)은 핀란드의 유전학자로 유전성 비폴립증 대장암 (린치 증후군), 대장암과 XX 남성 증후군을 연구한 업적이 유명하다.